# Machhiwara
Machhiwara è una suddivisione dell'India, classificata come nagar panchayat, di 18.363 abitanti, situata nel distretto di Ludhiana, nello stato federato del Punjab. In base al numero di abitanti la città rientra nella classe IV (da 10.000 a 19.999 persone).

## Geografia fisica
La città è situata a 30° 55' 43 N e 76° 11' 34 E.

## Società

### Evoluzione demografica
Al censimento del 2001 la popolazione di Machhiwara assommava a 18.363 persone, delle quali 9.730 maschi e 8.633 femmine. I bambini di età inferiore o uguale ai sei anni assommavano a 2.631, dei quali 1.433 maschi e 1.198 femmine. Infine, coloro che erano in grado di saper almeno leggere e scrivere erano 11.091, dei quali 6.268 maschi e 4.823 femmine.